# Refugio Teniente Lasala
El refugio naval Teniente Cándido de Lasala fue un refugio antártico de Argentina construido por la Armada Argentina en la isla Decepción en las islas Shetland del Sur en enero de 1953. Fue destruido por Royal Marines del Reino Unido en un incidente armado ocurrido el 15 de febrero del mismo año y posteriormente reconstruido.

## Toponimia
El refugio llevaba el nombre del teniente de navío Cándido de Lasala (o De la Sala) de la Armada Española, que fue el primer oficial muerto en combate durante la Reconquista de Buenos Aires en la Primera Invasión Inglesa al Río de la Plata en 1806.

## Historia

### Instalación
Luego de que las tormentas destruyeran el refugio Caleta Péndulo, se decidió construir uno nuevo en la caleta Balleneros. Entre el 17 de enero y principios de febrero de 1953 personal del barco ARA Chiriguano, había establecido una cabaña con víveres, combustibles, cuatro camas, una tienda de campaña y una bandera argentina en la isla Decepción, a unos 300-400 metros de la base británica B-Isla Decepción. Ubicado en la caleta Balleneros, el refugio fue habitado por personal del ARA Chiriguano, quedando en él un capitán de navío, un sargento y un cabo de la Armada Argentina. Jorge Chihigaren, capitán de navío argentino, era el encargado del refugio.
La idea de la instalación del refugio en el área era anticipar la llegada y permanencia de algún otro país. En la isla, además de la base británica, ya había una base y dos refugios argentinos. La casilla del refugio se instaló en un sitio que el personal de la base británica utilizaba para jugar al fútbol y además el campo fue utilizado en 1928 como pista de aterrizaje por el explorador Hubert Wilkins. La orden dada a los marinos argentinos era la de instalar el refugio en el área del «centrodelantero» del campo de juego.
La casilla medía unos 4 metros de lado por 4 de alto y estaba montada sobre cuatro pilares de unos 60 centímetros cada uno. En su interior había un espacio para cocina, otro para baño (sin ducha), alojamiento para un radio transmisor y un generador eléctrico.
El encargado del refugio le solicitó al comandante de la Fuerza de Tareas Antárticas de la Armada Argentina, que se uniera un geólogo a la expedición para demostrar que se trataba de un acto de relevamiento topográfico del área y no de una operación militar. La propuesta fue aceptada y el geólogo fue el cuarto ocupante del refugio.
Inicialmente, las cuatro personas se debían quedar en el sitio hasta la finalización de la campaña antártica de 1953 en el mes de abril cuando un buque pasaría a embarcarlos de regreso a Buenos Aires.

### Primeros incidentes
Cuando el Gobierno británico se enteró, lo tomó como una provocación y el 30 de enero de 1953 envió un telegrama al Gobierno de las Malvinas ordenando la detención y deportación de argentinos y chilenos. El personal de la base británica envió quejas verbales y notas de protesta al personal argentino por el refugio indicando que estaban «en tierras de Su Majestad Británica», pero para asegurar la sorpresa y prevenir un posible derramamiento de sangre, ninguna nota de protesta fue enviada a los Gobiernos de Argentina y de Chile.
Unos días después de la instalación del refugio llegó al sitio una fragata británica que desembarcó un oficial y pidió al equipo argentino desalojar las islas por ser «inmigrantes sin autorización». Los argentinos rechazaron abandonar el refugio y el oficial británico respondió que a una hora determinada una lancha pasaría a retirarlos. Chihigaren, encargado del refugio, había partido días antes del 15 de febrero hacia la Base Decepción junto con el geólogo con el objetivo de solicitar ayuda para reparar los transmisores de radio. No había podido regresar al refugio a tiempo por un temporal, quedando solo dos marinos argentinos en el lugar. Para entonces, la embajada británica en Buenos Aires había enviado distintas notas de protesta por la existencia del refugio.

### Expulsión y destrucción
El 15 de febrero desembarcaron en la isla un teniente, un mayor y 35 infantes de marina de la fragata británica HMS Snipe armados con subfusiles Sten, rifles con bayonetas, y gas lacrimógeno, para respaldar a los dos policías de las Malvinas que debían apresar a los dos suboficiales de marina argentinos. Ellos eran los únicos presentes en el refugio y parecían, según documentación británica, «resignados» y contentos de ser enviados de vuelta a casa en el continente, y no ofrecieron resistencia. A bordo de la HMS Snipe estaba el gobernador de las Malvinas Colin Campbell.
En el momento del apresamiento un agente de policía británico de las islas Malvinas les pidió el pasaporte y la visa «para estar en territorio británico». Los argentinos rechazaron hacer eso alegando que estaban en territorio argentino. Entonces, el policía les explicó que tenía orden del juez de Malvinas «de detener a todos los habitantes extranjeros en la posesión británica que no tengan la visa correspondiente». El policía los arrestó y pidió colaboración de las fuerzas armadas británicas.
El refugio argentino y un cercano refugio chileno deshabitado (construido también en enero de 1953 y a 100 metros del argentino dentro del campo de aterrizaje) fueron destruidos y los marinos argentinos fueron entregados a un barco de ese país el 18 de febrero en Grytviken en las islas Georgias del Sur. Chihigaren regresó días después a la caleta Balleneros en avión y un marino británico le informó que la casilla del refugio fue desmantelada y que podía retirar los equipos, elementos y pertenencias de los marinos argentinos. También le explicaron que iban a incinerar los restos de las estructuras argentinas y chilenas y que los objetos de valor fueron inventariados para ser devueltos (incluyendo la bandera argentina).
Tiempo después, el Reino Unido entregó a la Armada Argentina el equipamiento del refugio y los elementos personales de los tres suboficiales. La bandera argentina fue donada al Instituto Nacional Browniano, donde se exhibe con la inscripción: «Bandera que perteneció al refugio Cándido de la Sala, ocupado ilegalmente por los ingleses en febrero de 1953».
El barco británico HMS Snipe, y luego también el HMS Bigbury Bay, permanecieron patrullando las aguas de la isla Decepción hasta mediados de abril de 1953, y un destacamento de Royal Marines se quedó en la isla durante tres meses.

### Reconstrucción
El 30 de diciembre de 1953 el refugio fue reconstruido y utilizado por el Servicio de Hidrografía Naval en los veranos de 1953-1954, 1954-1955 y 1955-1956. Fue destruido por una erupción volcánica el 4 de diciembre de 1967.